# 海絲特·蕭
海絲特·蕭（英語：Hester Shaw，又名海絲特·納茲沃斯 ）為菲利普·雷夫作品《移動城市》四部曲的主角。

## 改編描述

### 電影
在由第一本小說所改編成的2018年電影《移動城市：致命引擎》中，由赫拉·希爾馬飾演。